# Edificio de la Diputación de Toledo
El edificio de la Diputación es un inmueble de la ciudad española de Toledo que data de 1897, obra del arquitecto Agustín Ortiz de Villajos. Es sede de la Diputación Provincial de Toledo. En 1998 fue declarado Bien de Interés Cultural.

## Historia
En 1880 se encargó el proyecto de construcción al arquitecto Agustín Ortiz de Villajos, de origen toledano. Este edificio coincide, en el tiempo, con el auge profesional que Ortiz de Villajos alcanza en Madrid, con obras tan notables como el teatro de la Princesa —en la actualidad María Guerrero— y el antiguo teatro-circo de Price, hoy desaparecido. 
El  edificio fue construido en el solar del desaparecido Convento de Santa Catalina, que formaban parte de la Orden de la Merced, circunstancia a la que debe su nombre la plaza donde está ubicado el palacio. Una vez finalizadas las obras, en 1897, todas las dependencias de la Diputación fueron trasladadas a este nuevo lugar.
Constituye un edificio notable de la ciudad, ya que es muy visible dentro de la silueta urbana y se encuentra encima de las escaleras mecánicas del Parque Recaredo, que dan acceso al casco histórico. Por sus elementos arquitectónicos singulares y con el fin de conservarlo fue declarado Bien de Interés Cultural en 1998.

## Descripción
El inmueble es exento y de planta rectangular, con dos patios de luces, entre los cuales hay una crujía dispuesta para el desarrollo de una ampulosa escalera, bien iluminada, de tipo imperial. El planteamiento general es muy sencillo: una base de cuatro grandes crujías, que configuran el rectángulo, cuyo encuentro da lugar a cuatro torres angulares. Estas dominan las cubiertas de las mencionadas crujías, a modo de pequeño alcázar. 
En la fachada principal destaca el cuerpo central, con escalinata, almohadillado, columnas de un indefinido orden, muy dentro del estilo de Villajos, y un remate con el escudo imperial. En la fachada de la Bajada de la Granja, repitió, sustancialmente, los elementos de la principal, abreviándolos; al tiempo que, por razones de desnivel, añadió un cuerpo de semisótano, bajo el zócalo general del edificio. 
Los materiales, piedra y ladrillo, se dejaron vistos, frente a la tendencia, muy sostenida en su obra, de cubrir los paramentos con molduras y originales relieves en yeso.